# Belegering van Pollença
De Belegering van Pollença was een van de veldslagen tijdens de Verovering van Majorca van koning Jacobus I van Aragón tegen de Berberse Almohaden.

## Achtergrond
Na de Belegering van Majorca en de moord op de laatste wali van Majorca, Abu Yahya Mohammed ibn Ali ibn Abu Imran al-Tinmalali, vluchtte Abu Hafs ibn Sayri naar de bergen waar hij 16.000 overlevenden verzamelde van het bloedbad dat volgde op de val van Majorca. De Mallorcaanse opstand werd versterkt in de kastelen van Alaró, Pollença, Santueri, evenals in de Serra de Tramuntana, waar de Mallorcaanse vervolgens Xuiap de Xivert aanstelden als het nieuwe opperhoofd. De koning keerde in november 1230 terug naar Catalonië.
In 1231, tijdens de tweede expeditie van koning Jacobus I op Majorca, en na de dood van Abu Hafs ibn Sayri en zijn 6.000 mannen in de maand februari in de Serra de Tramuntana, koos Xuiap de Xivert ervoor om de overgave op de volgende manier te behandelen: voor hem en vier anderen van zijn afkomst: eigendommen op Majorca, paarden, wapens, roci en muilezels; voor de moslims die met de deal instemden, het recht om de landen te bevolken die door de koning waren onteigend; degenen die zich niet wilden terugtrekken, zouden overgeleverd blijven aan de genade van de koning.

## Belegering
Bijna 2.000 Mallorcaanse moslims weigerden zich onder deze omstandigheden terug te trekken en zochten hun toevlucht in het kasteel van Pollença, dat werd belegerd, waar het Mallorcaanse opperhoofd Abu Ali Omar stierf.

## Gevolgen
De Mallorcaanse moslims vluchtte uiteindelijk naar Menorca, Noord-Afrika en ongeveer 3.000 overlevenden zochten onder zeer precaire omstandigheden hun toevlucht in het Tramuntana-gebergte in de Alqueraa d'Almallutx, die een muur van 300 meter had. Ze onderhandelden zonder succes met de christenen van Soller en in 1232 eindigde de verovering van het eiland en in 1236 begon de herbevolking met boeren en kolonisten uit de Emporda, het graafschap Barcelona en Roussillon. Sommige verzetsstrijders zochten nog steeds hun toevlucht in grotten in de bergen, waar ze geleidelijk werden opgejaagd om als slaven te worden verkocht, totdat in 1240 het verzet werd beëindigd.